# Konica

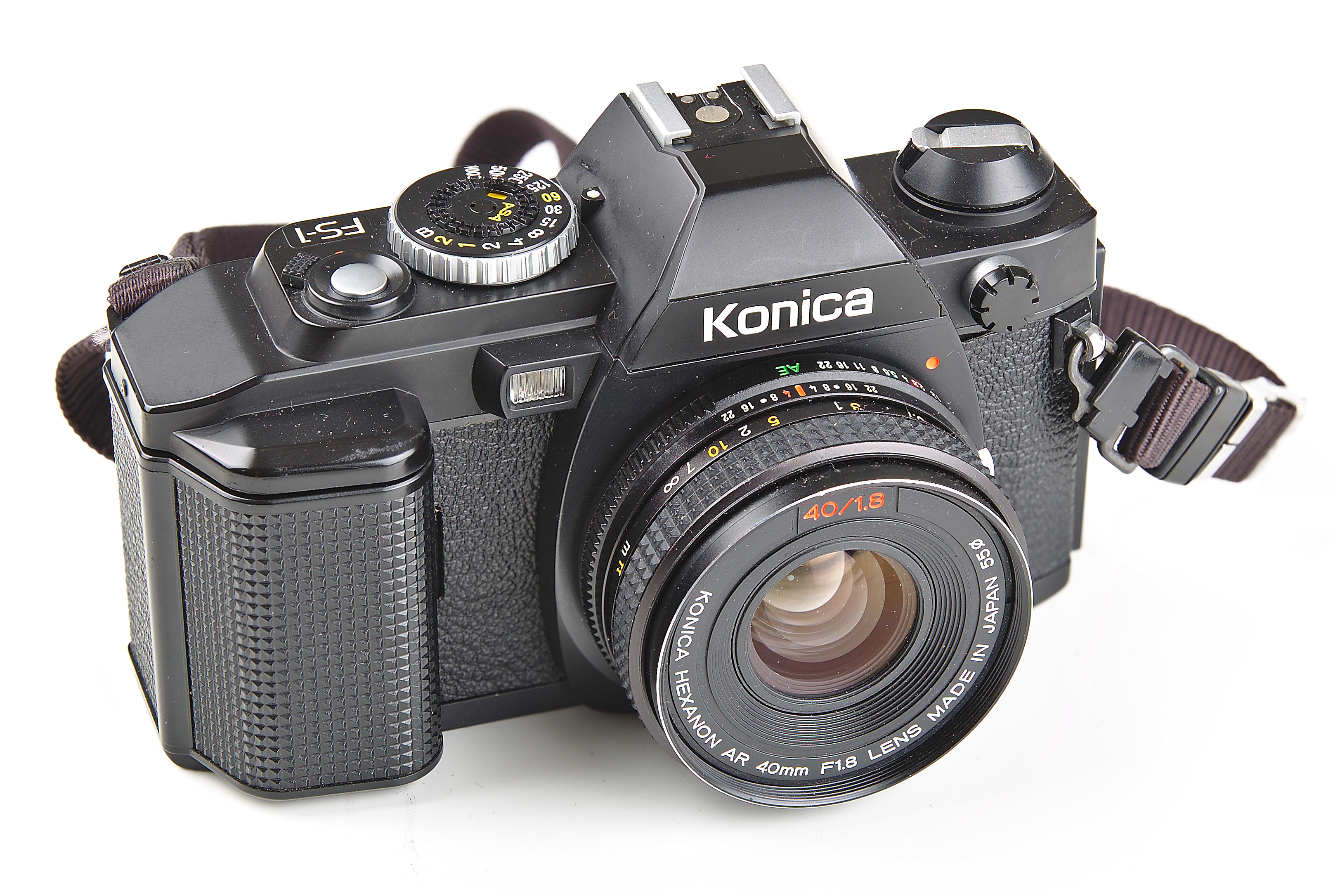
Konica FS-1.

Konica var en japansk kameratillverkare som år 2003 gick ihop med Minolta och bildade Konica Minolta. 
Konica tillverkade främst så kallade kompaktkameror, i deras modellprogram ingick bland annat försäljningssuccén Konica Pop. Under 1970- och 80-talet tillverkade de även systemkameror, till exempel Konica TC, T3, T4 och FS. Även kopiatorer ingick i sortimentet.